# VN-Milieuprogramma
Het VN-Milieuprogramma (Engels: United Nations Environment Programme, UNEP) is een organisatie van de Verenigde Naties (VN) die de milieuactiviteiten van de VN coördineert. UNEP stimuleert en assisteert ontwikkelingslanden bij het implementeren van milieuvriendelijk beleid via duurzame ontwikkeling en speelt een belangrijke rol in de ontwikkeling van internationale milieuverdragen en -afspraken op regionaal en wereldwijd niveau.

## Geschiedenis en organisatievorm
UNEP werd in het leven geroepen door de Conferentie van de Verenigde Naties over het Menselijk Leefmilieu (United Nations Conference on the Human Environment, UNCHE), een internationale milieuconferentie in Stockholm in juni 1972, en kreeg een officieel mandaat van de Algemene Vergadering van de VN op 15 december van dat jaar (resolutie 2997). Het programma heeft een jaarlijks budget van ongeveer $105 miljoen en een staf van 890 mensen. Het is gevestigd in het United Nations Office in Nairobi (Kenia) en is daarmee de eerste VN-afdeling die in een ontwikkelingsland gevestigd is. Daarnaast heeft het regionale kantoren in vijf andere steden.
Het hoogste orgaan van UNEP is sedert 2012 de Algemene Vergadering (UN Environment Assembly), die bestaat uit vertegenwoordigers van VN-lidstaten. Het UNEP-bestuur speelt ook een diplomatieke rol in het bevorderen van samenwerking tussen lidstaten op het gebied van milieu en natuur.

### Leden
UNEP telde einde 2018 permanente vertegenwoordigers van 122 landen, en enkele waarnemers. Van de aangesloten landen droegen in 2018 er 69 bij in de financiering van UNEP.

### Directeurs
De leiding van UNEP wordt waargenomen door een verkozen directeur (Executive director):
- Maurice F. Strong (1972-1975)
- Mostafa Kamal Tolba (1975-1992)
- Elizabeth (Liz) Dowdeswell (1992-1998)
- Klaus Töpfer (1998-2006)
- Achim Steiner (2006 to 2016): zijn aanstelling was controversieel omdat Steiner lid was geweest van een jury die een prijs van $500.000 aan de toenmalige VN-voorzitter Kofi Annan had toegekend
- Erik Solheim (2016-2018): hij kondigde op 20 november 2018 zijn ontslag aan als directeur van UNEP, na een rapport waaruit bleek dat hij sinds zijn aantreden in 2016 ruim 400.000 euro had uitgegeven aan reizen.[4]

In februari 2019 werd Inger Andersen, directeur-generaal van IUCN, benoemd als de nieuwe directeur van UNEP.

#### UNEP-directeurs

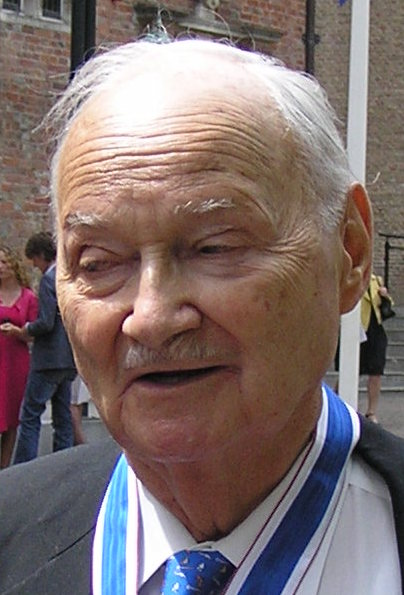
Maurice Strong
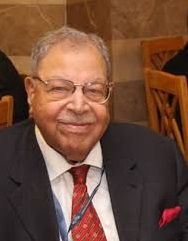
Mostafa K. Tolba
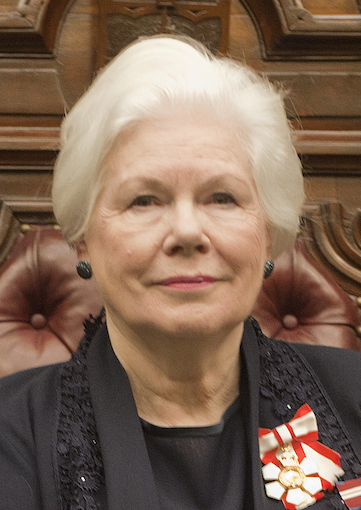
Elizabeth Dowdeswell
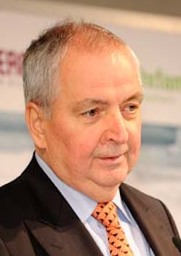
Klaus Töpfer
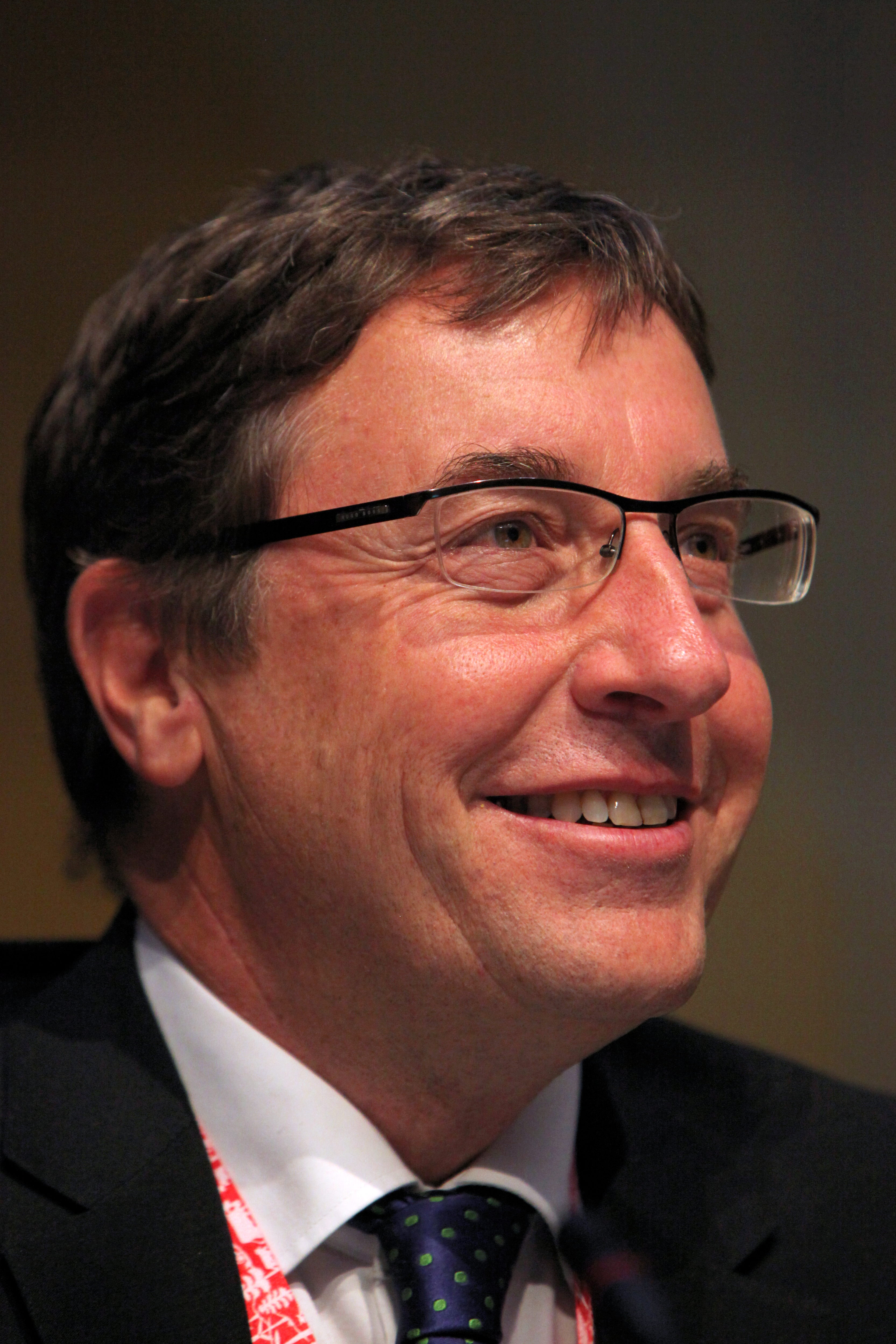
Achim Steiner
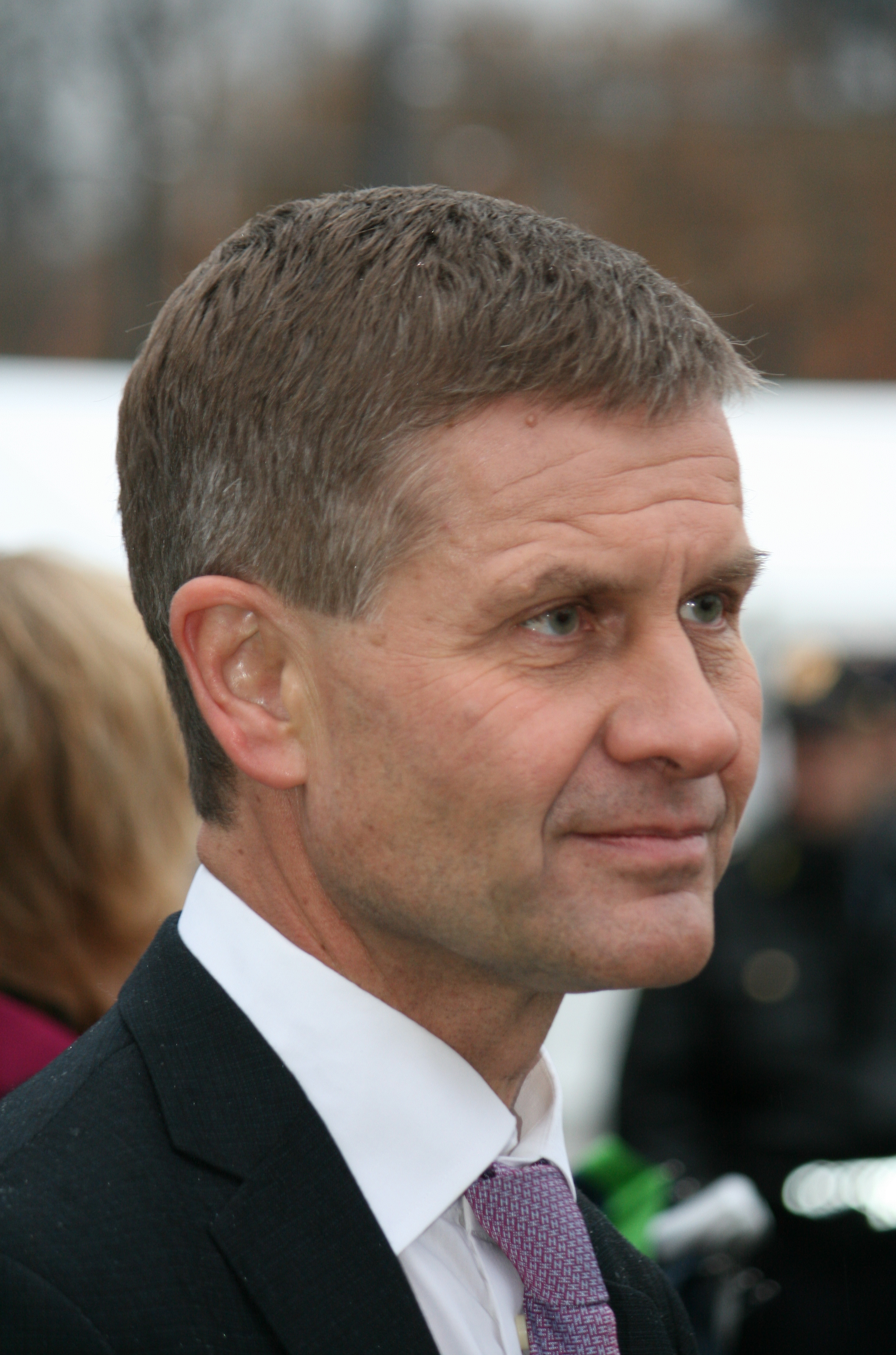
Erik Solheim
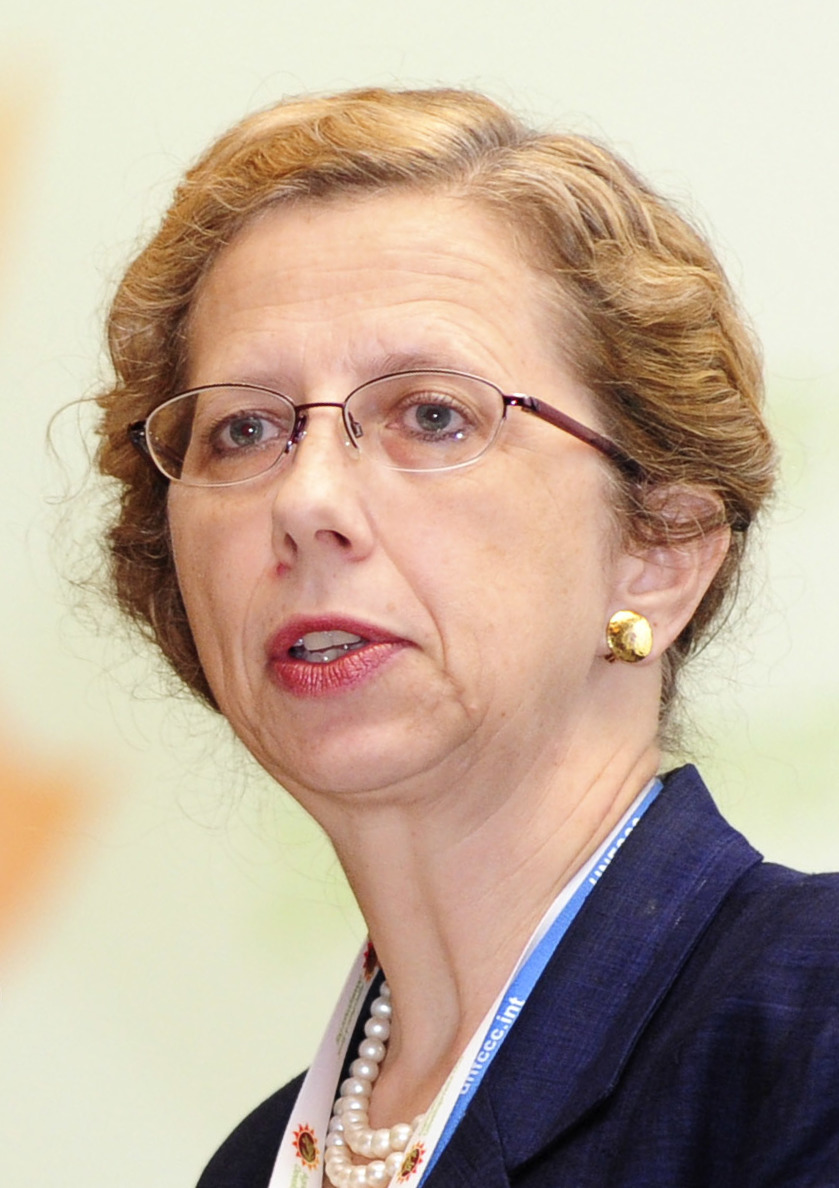
Inger Andersen

## Activiteiten
Voorbeelden van een aantal activiteiten :

### 1988
UNEP speelde een sleutelrol in het tot stand brengen van het Montrealprotocol in 1988, dat een aantal stoffen verbood die schadelijk zijn voor de ozonlaag.
In 1988 werd het Intergovernmental Panel on Climate Change opgezet door UNEP en de World Meteorological Organization. UNEP is ook een van de organisaties achter het Global Environment Facility, dat een groot aantal milieuprojecten financiert. UNEP beheert de implementatie van verschillende internationale verdragen, waaronder de Convention on the Conservation of Migratory Species of Wild Animals (CITES) en de Conventie van Bazel.

### 2001/2005
In 2001 presenteerde het UNEP satellietbeelden waarop te zien was dat 90% van de draslandgebieden in het Midden-Oosten verdwenen zijn. En in 2005 presenteerde UNEP een atlas waarin een aantal drastische veranderingen van meren in Afrika te zien was. Het Tsjaadmeer is massief verkleind, de oevers van het Nakurumeer in Kenia zijn ontbost en de oevers van het Victoriameer zijn sterk bevolkt gedurende de laatste tientallen jaren.

### 2006
In 2006 kwam UNEP met het rapport Available Ecosystems and Biodiversity in Deep Waters and High Seas. Dit rapport geeft een overzicht van de huidige kennis over de ecosystemen en de biodiversiteit in de oceanen buiten de territoriale wateren van landen. Het gaat hierbij om open oceanen met diep water, ongeveer 95% van het oppervlak van de wereldzeeën. Het verstandig beheer hiervan is een zaak van groot belang omdat de menselijke invloed op dit systeem steeds groter wordt door onder andere overbevissing, vervuiling met plastic en klimaatverandering. In het rapport worden de belangrijkste ecosystemen beschreven en verder wordt in gegaan op bestaande verdragen en mogelijkheden om te komen tot een verantwoord beheer en welke beleidsinstrumenten daarvoor zijn, of geschapen moeten worden.
UNEP ondersteunt ook de LivCom Awards, de internationale prijzen voor leefbare gemeenschappen. In 2006 won de Belgische gemeente Brasschaat een LivCom Award voor meest leefbare gemeente in de categorie 20.000 tot 75.000 inwoners. Daarnaast sponsort het UNEP een aantal andere prijzen, waaronder de Champions of the Earth, de Green Awards, de Ozone Awards en de internationale fotografiewedstrijd Focus on Your World.

### 2007
In 2007 presenteerde de toenmalige Franse president Jacques Chirac een voorstel van 46 VN-lidstaten om UNEP te vervangen met een United Nations Environment Organisation dat een groter mandaat heeft. Het voorstel wordt gesteund door de landen van de Europese Unie maar niet door de Verenigde Staten, Rusland, China en India.
UNEP riep het jaar 2007 uit tot het Jaar van de Dolfijn.
UNEP steunt de ontwikkeling van zonnecelprogramma's in ontwikkelingslanden. Een UNEP-programma in India waarbij 16.000 huizen voorzien werden van elektriciteit via zonnecellen kreeg in 2007 een Energy Globe Award, de World Award for Sustainability.

### 2008-heden
Op de VN-milieutop van 2 maart 2022 in Kenia werd een internationaal akkoord gesloten om tegen 2024 een bindend verdrag te sluiten om de plasticvervuiling terug te dringen. De VN omschreven het akkoord als de belangrijkste ‘groene deal’ sinds het klimaatakkoord van Parijs uit 2015.

## Rapporten
UNEP publiceert jaarlijks een algemeen verslag, en daarnaast een hele reeks gespecialiseerde rapporten rond milieukwesties en duurzaamheid, vaak op regelmatige basis.

### Emissions Gap Report
Met deze rapporten vergelijkt UNEP de huidige en verwachte uitstoot van broeikasgassen met de emissieniveaus vastgelegd in het Akkoord van Parijs.
In de 9e editie (2018) waarschuwde UNEP ervoor dat, om de opwarming van de Aarde beneden de 2 graden te houden, de huidige ambities moeten verdrievoudigd worden. Om de opwarming tot 1,5 graad te beperken is zelfs een vervijfvoudiging vereist.

## UNEP World Conservation Monitoring Centre
Het World Conservation Monitoring Centre (UNEP-WCMC) is een samenwerkingscentrum van UNEP, gevestigd in Cambridge (Engeland). Het centrum is verantwoordelijk voor het beoordelen van de biodiversiteit en de beleidsondersteuning ter zake. Het was sedert de oprichting in 1988 een onafhankelijke organisatie, gezamenlijk beheerd door IUCN, UNEP en WWF. Voor 1988 maakte het centrum deel uit van het secretariaat van de IUCN. 
UNEP-WCMC houdt de algemene World Database on Protected Areas bij, en in het bijzonder de sectie Protected Planet met de inventaris van beschermde gebieden wereldwijd.